# 1128
| 1128               |
| ------------------ |
| Dødsfald - Fødsler |
| • Begivenheder     |

| Gregoriansk kalender | 1128 MCXXVIII           |
| Ab urbe condita      | 1881                    |
| Armensk kalender     | 577 ԹՎ ՇՀԷ              |
| Kinesiske kalender   | 3824 – 3825 丁未 – 戊申 |
| Etiopisk kalender    | 1120 – 1121             |
| Jødisk kalender      | 4888 – 4889             |
| Hindukalendere       |                         |
| - Vikram Samvat      | 1183 – 1184             |
| - Shaka Samvat       | 1050 – 1051             |
| - Kali Yuga          | 4229 – 4230             |
| Iransk kalender      | 506 – 507               |
| Islamisk kalender    | 522 – 523               |

Konge i Danmark: Niels 1104-1134
Se også 1128 (tal)

## Begivenheder
- Didrik af Alsace bliver greve af Flandern

## Født
- Absalon, dansk biskop og ærkebiskop (død 1201).